# Alfonso Vallejo
Alfonso Vallejo (Santander, 19 agosto 1943 – Madrid, 3 dicembre 2021) è stato un drammaturgo, neurologo, pittore e poeta spagnolo.
Ha pubblicato 33 opere e 20 libri di poesia. A Vallejo è stato assegnato il premio Lope de Vega nel 1976 per la sua opera “Ácido Sulfúrico”, che fa seguito ad un premio come secondo classificato nella medesima manifestazione nel 1975. Nel 1978 ha ricevuto il premio Internazionale Tirso de Molina per il suo lavoro “Una Tumba abierta”. Nel 1977, fu premiato con il Fastenrath della Real Academia Spagnola.
I lavori di Vallejo sono stati effettuati in molte città in Europa, negli Stati Uniti e Sud America. Le sue opere sono state tradotte anche in francese, tedesco, arabo, italiano, portoghese e bulgaro.
Alfonso Vallejo è professore di Patologia Medica e pratica in uno degli ospedali più importanti di Madrid. Ha ottenuto la laurea come un dottore in medicina presso l'Università Complutense di Madrid nel 1966 e ha continuato la sua formazione professionale in Spagna, Gran Bretagna, Germania, Francia e Danimarca.

## Biografia

### Primi anni di vita e di istruzione
Alfonso Vallejo è nato a Santander, Cantabria, Spagna, nel 1943. Tra il 1950 e il 1961 ha intrapreso lo studio sia per il Baccalauréat francese e Bachillerato spagnolo al Liceo Francese di Madrid.
Dopo aver sentito un insegnante, Mr Bihoreau, leggere in classe da "Invito al viaggio" di Baudelaire, Alfonso Vallejo ha capito che in questo lavoro si può trovare ciò che manca nella vita. Da questo momento in poi, la sua vita ha preso un nuovo significato: scrivere e creare azione e pittura con le parole; capire che cosa rende tale l'uomo.
Nel 1958 Alfonso Vallejo ha trascorso l'estate in Ushaw Moor (Durham, Regno Unito), nel 1962 a Darlington (Regno Unito) e il 1963 a Londra. Ha vissuto del tempo anche in Francia, Germania, Gran Bretagna e Italia, assumendone la padronanza linguistica che gli permette di leggere e scrivere. Alfonso Vallejo ha anche lavorato in diversi ospedali in Francia, Gran Bretagna, Germania, Belgio e Danimarca.
Tra il 1961 e il 1966 Alfonso Vallejo ha studiato e ottenuto la Laurea in Medicina alla Universidad Complutense de Madrid. Nel 1968 concorse per l'esame medico degli Esteri (ECFMG) per lavorare negli Stati Uniti. Nel 1970, finì la sua specializzazione in neurologia e nel 1977 presentò la sua tesi di dottorato in medicina presso l'Universidad Autónoma de Madrid.

### Carriera medica
Alfonso Vallejo è stato (1971-1973) assistente del professore di neurologia dott. Portera all'Hospital Clinico, Madrid. Nel 1973 è stato nominato capo della Clinica Neurologica (Neurologia, Dr Portera), in un ospedale importante di Madrid.
Tra il 1975 e il 1985 Alfonso Vallejo è stato Professore Associato di Neurologia presso la Universidad Complutense de Madrid. Attraverso un esame pubblico nel 1985, ha ottenuto il titolo di Professore Ordinario di Patologia Medica, posizione che occupa ancora allo stesso ospedale.
Durante i suoi soggiorni all'estero, dal 1966 al 1977 Alfonso Vallejo lavorò con un certo numero di specialisti di fama a Heidelberg, Londra, Anversa, Copenaghen, Berlino e Parigi.

### Carriera artistica
Alfonso Vallejo iniziò a scrivere poesie e opere nel 1957. Il suo primo copione teatrale è stato "Cycle" (1961) che ha diretto nel 1963 con attori francesi presso l'Istituto francese a Madrid.
Direttore del Teatro Universitario, presso la Facoltà di Medicina, Universidad Complutense de Madrid, tra il 1962 e il 1964.
Alcune delle opere scritte tra il 1961 e il 1973: "La sal de la tierra", "El Bernardo", "La Mentala", "El Rodrigüello", "Morituri", "los Toros de Guisando", "El Tiznao", "El desterrado".
Svolge inedite opere dopo il 1973: "La Passione-tempo" (in francese) (1974), "Night-Sindrome" (1980), "Angustias" (1981), "Mamuts" (1982).
È autore di due romanzi inediti lunghi e alcuni romanzi brevi.
Alfonso Vallejo sviluppò la sua carriera artistica attraverso una padronanza di abilità come scrivere e fare poesia e come dipingere.

## Riconoscimento internazionale
Alcune opere di Alfonso Vallejo sono state tradotte in inglese, francese, tedesco, arabo, italiano, portoghese, polacco, bulgaro e continuano a essere tradotte ancora oggi in altre lingue. Si è aggiudicato il secondo posto del premio Lope de Vega nel 1975 per la sua opera "Acido Sulfúrico", il premio National Lope de Vega nel 1976 per il suo "El Desgüace", il premio Internazionale Tirso de Molina nel 1978 per " Una Tumba abierta "e la Fastenrath de la Real Academia Española (Premio Fastenrath della Royal Academy spagnola, 1981) per "El Cero Transparente", che è stato il libretto per l'opera Kiu (1973) di Luis de Pablo. Alcuni lavori di Alfonso Vallejo sono stati rappresentati a New York, Miami, Messico e altri paesi sudamericani, Portogallo, Regno Unito, Francia, Germania, Italia, Polonia, molti altri paesi.

## Opere
Vallejo è l'autore di più di cinquanta opere, tra cui le più importanti sono:
- Fly-by (1973)
- Passione-tempo, scritta in francese (1974)
- El Desgüace (1974)
- Psss (1974)
- Ácido sulfúrico (1975)[2]
- Latidos (1975)
- Una Tumba abierta (1976)
- Monólogo per sei voci senza suono (1976)
- El cero transparente (1977) [3]
- Premio Fastenraht de la Real Academia (1980), che costituì il libretto dell'opera Kiu (1983) di Luis de Pablo
- Eclipse (1977)
- Infratonos (1978)
- La espalda del círculo (1978)
- Cangrejos de pared (1979)
- Night-Sindrome (1980)
- Angustias (1981)
- Hölderlin (1981)
- Orquídeas y Pantera (1982)
- Mamuts (1982)
- Gaviotas subterráneas (1983)
- Sol ulcerado (1983)
- Monkeys (1984)
- Week-end (1985)
- Espacio interiore (1986)
- Tuatú (1989)
- Tobi-dopo (1991)
- Crujidos (1995)
- Kora (1996)
- Jindama (1998)
- Ébola Nerón (1999)
- Panic (2001)[4]
- Greta en la confesión (2001)
- La Inmolación, monologo breve (2002)
- Hiroshima-Siviglia (2002)
- Jasmn, monologo breve (2003)
- Colpevole ¿(2003)
- Soraya, monologo breve (2004)
- Katacumbia (2004)
- Irstel, monologo breve (2005)
- Una nuova mujer (2006)
- El escuchador de Hielo (2006)

## Opere pubblicate
- El cero transparente.[3], Ácido sulfúrico[2], El Desgüace. Fundamentos, 1978. Prologo: José Monleón.
- Monólogo per sei voci senza suono, Infratonos, Una Tumba abierta. Fundamentos, 1979. Prologo: Miguel Bilbatúa.
- Cangrejos de pared, Latidos, Eclipse. De la Torre, 1980. Prologo: Enrique Llovet.
- Scimmie, Gaviotas subterráneas. Fundamentos, 1985. Prologo: Ángel Fernández Santos.
- Gabbiani sotterranei, (Gaviotas subterráneas). Teatro Contemporaneo Spagnolo, secondo volume. Edizioni dell'Orso. Emilio Coco.
- Orquídeas e Pantera. Preyson, 1985.
- Fly-by[5], Sol ulcerado. La Avispa, Collezione Teatro. N. º 21.
- Macellazione, (Latidos). Scena, n. ° 4. Nueva York, 1977.
- Una Tumba abierta. Tradotto in bulgaro di Stephan Tanev. Antologia di autori contemporanei. Sofia (Bulgaria).
- Spazio interiore, week-end. Fundamentos, 1987. Prologo: Enrique Llovet.
- Una Tumba abierta. Biblioteca Antonio Machado, 1988.
- La espalda del círculo. Universidad de Murcia, 1988. Prologo: Alfonso Vallejo.
- El Cero transparente. Tradotto in polacco da Ursula Aszyk. Finestra di dialogo, n. º 6, 1987. [3]
- Hölderlin. Atto primo, n. ° 205.
- Tobi-dopo. Arte teatrale, n. º 3, 1991.
- Treno per Kiu, (El cero trasparente) [3][6]. Traduzione di Rick Hite. Estera, spagnolo Gioca Contemporanea, 1995.
- Crujidos. Fundamentos, 1996. Prologo: Ursula Aszyk.
- Túatu. Fundamentos, 1996. Prologo: Ursula Aszyk.
- Kora. Bookshop Antonio Machado, 1998.
- Jindama. Alhulia, 1998. Prologo: César Oliva.
- Ebola Nerón. ESAD de Murcia, 1999. Prologo: María Francisca Vilches de Frutos.
- Panico. [4] Avispa, 2001. Prologo: Francisco Gutiérrez Carbajo.
- Greta en la confesión. AAT / Teatro, 2001.
- La Inmolación. Maratón de en Monólogos, 2002. AAT / Teatro.
- Hiroshima-Sevilla. 6A. AAT / Teatro, 2003. Prologo: Enrique Llovet.
- Jasmin. Maratón de en Monólogos, 2003. AAT / Teatro.
- Soraya. Maratón de en Monólogos, 2004. AAT / Teatro.
- Irstel. Maratón de en Monólogos, 2005. AAT / Teatro.
- Katacumbia. Università di Alcalá de Henares. Prologo: Mar Rebollo Calzada.
- Monólogo per sei voci senza suono, Infratonos, Una Tumba abierta. Tradotto in arabo di Khaled Salem e Ranya Rabbat. Cairo University, 2005.
- ¿Colpevole? Psss. Ediciones Dauro. Editor di José Rienda. Granada (2005). e Prologo: Francisco Gutiérrez Carbajo.
- Un Nueva Mujer. Ediciones Dauro, n. ° 111, Granada. Raccolta a cura di José Rienda. e Prologo: Francisco Gutiérrez Carbajo.
- El escuchador de Hielo. AAT, 2007. Prologo: Francisco Gutiérrez Carbajo.

## Poesia
(Libri in spagnolo , ma il titolo è in inglese per comodità).
La poesia di Alfonso Vallejo, “desgarro, esencia Y Pasión” (sviluppo, Essenza e Passione), venne esaminata nel libro di Francisco Gutiérrez Carbajo: (studio critico e antologia): Editori: Huerga e Fierro. Madrid 2005
- Prime Poesie. (redatto tra 1957 e 1963)
- Il luogo della terra fredda: Ágora Editore (1969) Madrid
- Molecole: Castilla Editore (1976) Madrid
- Vigili del fuoco sulla luna: Editore Ayuso. Collezione Endimión (1988) Madrid
- Maggiori informazioni: Endymión Editore. (1990) Madrid
- Interno carne: Libertarias Editore (1994) Madrid
- Materica luce: Editore Libertarias / Prodhufi. (1994)
- La chiarezza in azione: Editore Huerga e Fierro (1995). Madrid (Prologo da Francisco Nieva)
- Blue Dom: Editore Huerga e Fierro (1997). Madrid (Prologo da Carlos Bousoño)
- della fine del secolo e la propagazione della paura: Alhulia Editore (1999). Salobreña. Granada. (Prologo di Oscar Pérez Barrero)
- L'eternità in ogni istante: Editore Huerga e Fierro (2000) Madrid (Prologo Edition e da Francisco Gutiérrez Carbajo)
- Bianco tenebre: Editore Huerga e Fierro. Madrid 2001. Edizione e prologo Francisco Gutiérrez Carbajo Madrid
- Per essere plutonico: Editore Huerga e Fierro. (2002) Edizione e prologo Francisco Gutiérrez Carbajo. Madrid
- Bussola Astrale: Editore Huerga e Fierro (2003). Edizione e Prologo: Francisco Gutiérrez Carbajo. Madrid
- Inchiesta labirinti 40. Orso. Bari, Italia. Emilio Coco. In "I Quaderni di Abanico" (2003). Tradotto da Emilio Coco. Antologia italiana di poesia con le selezioni degli ultimi quattordici libri. Editore Levante. Bari. Prologo: Francisco Gutiérrez Carbajo
- Trans coscienza e desiderio: Editore Huerga e Fierro. (2004) Edition e prologo: Francisco Gutiérrez Carbajo. Madrid
- Escence e Prereality: Editore Huerga e Fierro. Edizione e Prologo: Francisco Gutiérrez Carbajo. Madrid (2005)
- Intuizione e Verità: Editore Huerga e Fierro, Edition e prologo: Francisco Gutiérrez Carbajo
- Fantasia e ingiustizia: Editore Huerta e Fierro. (2006) Edition e prologo Francisco Gutiérrez Carbajo
- "Twilight Zone, quimeria e passion": Editore Huerga e Fierro. (In the press.) Edizione gennaio 2008. Edizione e prologo Francisco Gutiérrez Carbajo
- "Después" Alfonso Vallejo (2020) Edición y prólogo Francisco Gutiérrez Carbajo

## Pittura: solo mostre d'arte
- Madrid (1983, 1988, 1992, 1997)
- Saragozza (1991)
- Aranjuez (2004)
- Aranjuez (2005)
- Alcorcón (2007)
- Madrid (28 febbraio 2008) [8]
- Cuenca (luglio-agosto 2008) [9]
- Cuenca (2009) [10]

## Premi
- Premio secondo classificato al Lope de Vega 1975 per Ácido Sulfúrico (1975)
- Premio Lope de Vega 1976 per El desguace, (1974) [11] Premio Internacional Tirso de Molina 1978 per A Tumba abierta (1976)[12]
- Premio Fastenrath de la Real Academia, 1981 per El Cero Transparente (1977)

### Recensioni, commenti e critiche
Prof Francisco Gutiérrez Carbajo, professore di Letteratura presso l'Universidad Nacional de Educación a Distancia (UNED), Spagna, è stato un prolifico commentatore e recensore di opere di Alfonso Vallejo. Oltre ai vari introduzione Francisco Gutiérrez Carbajo ha scritto per la pubblicazione di opere di Vallejo e commenti pubblicati sui testi e poesia di Vallejo, Gutiérrez ha anche pubblicato una critica e antologia di poesia di Vallejo: "La Poesía de Alfonso Vallejo: desgarro, esencia y Pasión "(La poesia di Alfonso Vallejo: sviluppo, essenza e la passione"). Huerga e Fierro (2005). Madrid.